# Oportunidades
Oportunidades ist ein Programm der mexikanischen Regierung, das davon ausgeht, dass die Armen in einer Kultur der Armut leben.
Das Programm leistet Geldzahlungen an die Armen, jedoch (anders als die Sozialhilfe) nur, wenn sie an bestimmten von der Regierung gutgeheißenen Aktivitäten teilnehmen. So hofft man, die Kultur der Armut zu durchbrechen. So werden die Armen etwa dafür bezahlt, wenn ihre Kinder zur Schule gehen oder wenn die Familie regelmäßig zum Arzt geht und an gesundheitsbezogenen Informationsveranstaltungen teilnimmt.
Das Programm ist zum Teil sehr erfolgreich. Die Raten an Unterernährung, Blutarmut und verzögertem Wachstum bei Kindern sind zurückgegangen, es besuchen mehr Kinder die Mittelschule, und der Anteil an Kindern, die eine höhere Schule besuchen, stieg sogar um 85 Prozent. Ebenso schließt ein höherer Prozentsatz an Kindern diese Schulen erfolgreich ab.
Im Jahr 2008 war ein ganzes Viertel aller mexikanischen Familien Teilnehmer am Programm. 30 Länder weltweit hatten eine ähnliche Initiative gestartet, darunter größtenteils lateinamerikanische Länder, jedoch auch die Türkei, Kambodscha und Bangladesch.

## Weblink
- A Payoff Out of Poverty?